# Conflit cambodgien (1978-1999)
Pour les articles homonymes, voir Guerre d'Indochine (homonymie).
Le conflit cambodgien se déroula entre 1978 et 1999, débutant par des incursions des Khmers rouges sur le territoire du Viêt Nam, suivies en retour par l'invasion du Cambodge par l'armée vietnamienne. Ce premier conflit (1978-1979) conduisit rapidement à la chute du Kampuchéa démocratique, remplacé par un nouveau régime communiste cambodgien, pro-vietnamien, la république populaire du Kampuchéa ; il fut cependant suivi d'une nouvelle guerre civile opposant l'armée gouvernementale cambodgienne à la guérilla khmère rouge et aux forces fidèles à Norodom Sihanouk. Dans le cadre de ce nouveau conflit, le Viêt Nam et son allié cambodgien furent soutenus par l'URSS tandis que la Chine, les États-Unis et la Thaïlande, tous désireux de freiner les influences vietnamienne et soviétique dans la région, apportèrent leur soutien aux forces anti-vietnamiennes, dont celles des Khmers rouges. Le conflit conduisit à un processus de paix, à l'abandon du communisme par le gouvernement cambodgien et, en 1993, à la restauration de la monarchie au Cambodge. Les Khmers rouges reprirent cependant le combat, jusqu'à leur défaite finale à la suite de la crise cambodgienne de 1997 et de l'arrestation de Pol Pot.
Le conflit au Cambodge est parfois qualifié de « troisième guerre d'Indochine », en tant que conflit faisant suite à la première guerre d'Indochine et à la guerre du Viêt Nam (celle-ci étant parfois appelée « seconde guerre d'Indochine », en incluant la guerre civile cambodgienne et la guerre civile laotienne).

## Conflit entre le Viêt Nam et les Khmers rouges
La guerre civile cambodgienne débute en 1967, marquant l'échec de la politique de Norodom Sihanouk, qui avait jusque-là tenté, via une politique de neutralité bienveillante envers les régimes communistes de la région, de tenir le Royaume du Cambodge à l'écart de la guerre du Viêt Nam. Sihanouk est renversé en 1970 par un putsch de la droite cambodgienne, qui proclame le régime de la République khmère. Désireux de reprendre le pouvoir, Sihanouk s'allie alors, sur le conseil de la Chine, avec les communistes cambodgiens, les Khmers rouges, qui s'étaient soulevés contre lui trois ans plus tôt. Malgré l'existence de troupes sihanoukistes au sein du Front uni national du Kampuchéa, les Khmers rouges sont les véritables maîtres du terrain, alors que Sihanouk, qui réside à Pékin, observe de loin les opérations. Avant même leur prise du pouvoir, les Khmers rouges échappent à l'influence de leurs alliés nord-vietnamiens, refusant notamment de prendre part aux négociations de paix de Paris. Dès mai 1975, les forces armées khmères rouges se positionnent à la frontière vietnamienne, près du Kampuchéa Krom (la Cochinchine) que les Khmers rouges envisagent d'annexer en tant que berceau historique du peuple khmer ; des escarmouches opposent les Khmers rouges à l'Armée populaire vietnamienne et, à la suite d'une visite de Lê Duẩn à Phnom Penh pour régler le conflit, Pol Pot présente ses excuses en prétextant un malentendu. Les Khmers rouges mettent en place au Cambodge une dictature particulièrement répressive, le Kampuchéa démocratique dont les politiques coûtent la vie à plusieurs centaines de milliers, voire plusieurs millions, de Cambodgiens : Norodom Sihanouk est quant à lui privé de tout pouvoir dès son retour au Cambodge et mis en résidence surveillée. À la mi-1977, les troupes des Khmers rouges effectuent à nouveau plusieurs incursions meurtrières en territoire vietnamien. Toujours en 1977, la ligne dure de l'Angkar, représentée par Pol Pot et Ieng Sary, entreprend de purger l'appareil du Kampuchéa démocratique des cadres pro-vietnamiens, ou supposés tels. Les populations d'ethnie vietnamienne sont en grande partie expulsées du Cambodge ou soumises à des persécutions. En décembre 1977, 20 000 soldats de l'armée vietnamienne pénètrent en territoire cambodgien puis se retirent au bout de quelques jours, emmenant avec eux environ 300 000 Vietnamiens, « réfugiés » selon la version vietnamienne, ou « razziés » selon la version des Khmers rouges. La tension entre les deux pays est bientôt à son maximum : le Viêt Nam, qui vise le leadership politique sur les pays communistes de la région, noue dans ce but une alliance étroite avec le Laos ; le Cambodge des Khmers rouges, au contraire du Laos, refuse de se subordonner au voisin vietnamien et se lie à la république populaire de Chine. Dans le courant de l'année 1978, les deux camps se préparent à l'affrontement. Au Cambodge, les Khmers à la peau pâle, les métis vietnamiens et les Khmers de Cochinchine sont victimes de massacres en tant qu'« ennemis de l'intérieur » ; du côté vietnamien, on se prépare méthodiquement au combat. Un traité est conclu avec l'URSS pour prévenir la Chine de ne pas accorder son soutien militaire aux Khmers rouges sous peine de riposte soviétique. 

Drapeau du Kampuchéa démocratique, le régime des Khmers rouges.

Les Vietnamiens constituent, avec d'anciens cadres Khmers rouges ayant fui les purges de Pol Pot, une organisation chargée d'incarner l'opposition cambodgienne pro-vietnamienne : le 3 décembre 1978, le Front uni national pour le salut du Kampuchéa (FUNSK), dirigé par Heng Samrin, un ancien cadre Khmer rouge réfugié au Viêt Nam après une tentative infructueuse de coup d'État contre Pol Pot, est officiellement créé en territoire vietnamien. Le 25 décembre, le Viêt Nam passe à l'attaque : 170 000 soldats vietnamiens déferlent sur le Cambodge. Le 2 janvier 1979, l’offensive finale a lieu sur 3 voies, conduite par des blindés sur les routes principales. L’offensive terrestre a été couverte par les forces aériennes des MiG-19 soviétique et des F-5 et A-37 américains capturés, et appuyée d’opérations amphibies. Les troupes khmères rouges sont facilement mises en déroute et, le 7 janvier 1979, les troupes vietnamiennes entrent dans Phnom Penh désertée. Un nouveau gouvernement communiste cambodgien, favorable au Viêt Nam, est rapidement mis en place, le régime prenant le nom de république populaire du Kampuchéa. Dès le 18 février, un traité d'amitié est conclu entre le Viêt Nam et la RPK, l'Armée populaire vietnamienne en tirant légitimité pour stationner au Cambodge comme elle le fait déjà au Laos.

Drapeau de la république populaire du Kampuchéa, le régime pro-vietnamien.

Avec la chute du Kampuchéa démocratique, la république populaire de Chine perd un régime allié sans s'être montrée capable de le protéger, et perd également 10 000 « conseillers » chinois faits prisonniers. Environ 1 000 se sont enfuis en Thaïlande devant l'attaque vietnamienne. La Chine proteste le 7 janvier 1979 contre la « guerre d'agression » menée par les « autorités réactionnaires » du Viêt Nam ; le 17 février, environ 120 000 hommes de l'Armée populaire de libération chinoise envahissent par surprise le Tonkin pour mener une « expédition punitive » contre le Viêt Nam, déclenchant la guerre sino-vietnamienne ; le conflit est bref et l'armée chinoise se retire le 16 mars, les deux camps ayant subi des pertes équivalentes. Si la Chine se contente de cette opération militaire ponctuelle, elle opte par contre pour une aide de longue haleine aux Khmers rouges, qui ne désarment pas après avoir été chassés du pouvoir. Le Viêt Nam obtient pour sa part une aide accrue de la part de l'URSS. Le conflit au Cambodge devient désormais un conflit géographiquement circonscrit, dont la situation dépend de l'évolution des rapports entre la Chine, l'URSS et les États-Unis.

## Poursuite du conflit après la chute de Pol Pot
Au sortir du régime des Khmers rouges et du conflit avec le Viêt Nam, la situation économique du Cambodge est désastreuse, le pillage des ressources du pays par les troupes vietnamiennes ne faisant qu'aggraver les choses : durant les six premiers mois de 1979, environ 80 000 personnes fuient le Cambodge pour gagner la Thaïlande. Les réfugiés, dont beaucoup périssent du fait des mines antipersonnel dont le Cambodge est truffé, sont renvoyés dans leur pays par les autorités thaïlandaises dans des camps, notamment dans la province de Preah Vihear, où les conditions de vie sont plus que précaires. La situation alimentaire du pays empire encore : les troupes vietnamiennes ont en effet attaqué au moment de la moisson de riz, et les stocks alimentaires ont été razziés par les deux camps belligérants. À partir du mois d'août 1979, l'exil des Cambodgiens devient un véritable ras-de-marée : plus d'un million de personnes, poussés par la famine générale, déferle sur la frontière thaïlandaise. Les Khmers rouges envoient également leurs troupes les plus mal en point dans les camps de réfugiés : l'aide humanitaire, qui afflue vers les camps en transitant par les Forces armées royales thaïlandaises, contribue à aider les troupes khmères rouges à se remettre sur pied. Après la première vague de l'exode des Cambodgiens, une population de cent mille à trois cent mille réfugiés civils demeurent réfugiés dans les camps à la frontière thaïlandaise, sur une bande d'une trentaine de kilomètres : ils constituent une masse humaine utilisable par les divers groupes de résistance anti-vietnamienne, que la Chine ravitaille en armes légères par l'intermédiaire de la Thaïlande. Au niveau international, l'entrée au Cambodge des troupes vietnamiennes est condamnée par la majorité des pays. Sous la pression notamment de la Chine et des États-Unis qui souhaitent empêcher le Viêt Nam de se poser en puissance dominante en Asie du Sud-Est et, par extension, gêner les intérêts de l'URSS dans la région, l'ONU ne reconnaît pas la république populaire du Kampuchéa ; à la suite d'un vote en novembre 1979, les Nations unies considèrent le Kampuchéa démocratique, dont le représentant continue de siéger à l'Assemblée générale, comme seul gouvernement légitime du Cambodge. Les États-Unis et le Royaume-Uni imposent un embargo aux lourdes conséquences pour l'économie cambodgienne.
Les Thaïlandais, qui accueillent désormais tous les réfugiés, ouvrent le 19 novembre 1979 le camp de Khao I Dang dans la Province de Sa Kaeo, à une dizaine de kilomètres du Cambodge où arrivent bientôt 150 000 personnes : la Thaïlande vise apparemment à enrôler tous les hommes cambodgiens en âge de combattre pour constituer une force susceptible de repousser une éventuelle attaque vietnamienne. Environ 250 000 autres Cambodgiens préfèrent rester dans le no man's land entre les deux pays, et survivent grâce à divers trafics. 
Le prince Norodom Sihanouk, mis en résidence surveillée par les Khmers rouges en 1976, a été sorti de son palais au moment de l'offensive vietnamienne pour être évacué par avion vers la Chine. Dès l'été, un groupe armé favorable à l'ancien monarque, le Mouvement pour la libération nationale du Kampuchéa (MOULINAKA), est fondé à la frontière thaïlandaise pour combattre l'occupant vietnamien : l'ancien capitaine de corvette Kong Siloah le dirige jusqu'à sa mort en août 1980. Différents groupes de Khmers Serei, ou « Khmers libres », qui avaient mené entre 1975 et 1979 des opérations de guérilla contre les Khmers rouges, s'organisent eux aussi pour combattre les Vietnamiens. Son Sann, ancien Premier ministre de Sihanouk, regroupe plusieurs Khmers Serei et des militaires réfugiés en Occident pour fonder le Front national de libération du peuple khmer (FNLPK) : en avril 1979, il fait transporter par l'armée thaïlandaise environ dix mille réfugiés dans la région montagneuse de Sok Sann, en face de la province de Chanthaburi, qu'il déclare « zone libérée » et d'où il lance des appels à ses compatriotes. 
Son Sann prend dès janvier 1979 contact avec Norodom Sihanouk pour que ce dernier prenne la direction de ses troupes, mais le prince refuse à plusieurs reprises. Au début de 1981, Sihanouk crée avec le soutien des pays de l'ASEAN sa propre organisation destinée à diriger la résistance anti-vietnamienne, le Front uni national pour un Cambodge indépendant, neutre, pacifique et coopératif (FUNCINPEC). Il entreprend à son tour de fonder sa propre armée et, dans ce but, organise en mars 1981 le rassemblement de ses fidèles en faisant transporter les troupes du MOULINAKA en territoire khmer, à la frontière thaïlandaise près de la province de Surin : les anciennes troupes de Kong Siloah sont rejointes par dix mille partisans du prince, avec qui ils fondent l'Armée nationale sihanoukiste (ANS), laquelle constitue le bras armé du FUNCINPEC.
De leur côté, les Khmers rouges, durant l'été 1979, profitent de la mousson qui gêne la circulation des troupes vietnamiennes pour se réorganiser dans le but de lancer des offensives, rebaptisant leurs forces armées du nom d'Armée nationale du Kampuchéa démocratique (en). En juillet, Pol Pot installe son nouveau quartier général, le Bureau 131, sur le flanc du mont Thom. Les Khmers rouges bénéficient de l'assistance des forces spéciales thaïlandaises, qui assurent la formation et le recrutement de diverses forces armées khmères sur lesquelles elles comptent comme alliées en cas d'invasion vietnamienne. En 1979, Khieu Samphân prend la tête d'un nouvel organisme tenant lieu de gouvernement en exil, le Front de la grande union nationale démocratique patriotique du Kampuchéa (FGUNDPK), tandis que Pol Pot se contente du rôle plus discret de commandant des forces armées et ne fait plus aucune apparition publique à partir de 1980. 
Trois mouvements cambodgiens de résistance contre l'invasion vietnamienne coexistent à partir de 1981 :  les Khmers rouges et leur Armée nationale du Kampuchéa démocratique, dirigée par Pol Pot et comptant 20 à 30 000 hommes ; le FNLPK de Son Sann (10 000 hommes) ; l'Armée nationale sihanoukiste (6 000 hommes),. Chacun des trois mouvements étend son pouvoir sur quelques camps de réfugiés cambodgiens. Les Khmers rouges, soutenus par la Chine qui leur fournit des armes et par la Thaïlande qui les leurs distribue, contrôlent le plus grand nombre de civils ; la guérilla anticommuniste du FNLPK contrôle moins de réfugiés mais, du fait de sa connivence avec les États-Unis, reçoit une aide substantielle ; la guérilla sihanoukiste n'a pas de problèmes d'approvisionnement mais ses performances médiocres sur le terrain lui interdisent d'étendre son autorité sur un nombre important de civils. Dans les premiers temps, les forces sihanoukistes se montrent assez inexistantes : le prince Norodom Ranariddh, l'un des fils de Sihanouk, installé à Bangkok comme représentant spécial de son père, est fait commandant en chef de l'ANS, sans avoir de qualifications militaires. Ranariddh s'appuie sur les Khmers rouges à qui il fournit des fonds, et qui assurent en retour la formation de l'ANS. Ce n'est que progressivement que l'Armée nationale sihanoukiste, comme d'ailleurs le FNLPK, s'illustre par de réels faits d'armes.
Les troupes d'occupation vietnamiennes, quant à elles, comptent en 1981 environ 200 000 effectifs ; les Vietnamiens prennent en outre en charge la formation de l'armée de la république populaire du Kampuchéa, les Forces armées populaires révolutionnaires du Kampuchéa, qui comptent au départ environ 30 000 hommes. Les États-Unis laissent quant à eux carte blanche à la république populaire de Chine sur le problème cambodgien et continuent de reconnaître le Kampuchéa démocratique comme gouvernement du Cambodge, pour marquer leur opposition à l'occupation vietnamienne soutenue par l'URSS. Avec le Royaume-Uni, et par l'intermédiaire de la Thaïlande, le gouvernement américain apporte son soutien aux Khmers rouges comme aux autres mouvements de guérilla contre les Vietnamiens, par l'intermédiaire de la Thaïlande. Sous l'impulsion américaine, le Programme alimentaire mondial fournit environ 12 millions de dollars de vivres aux Khmers rouges par le biais de l'armée thaïlandaise,. 
Le Royaume-Uni envoie des soldats du Special Air Service (SAS) entraîner des groupes cambodgiens en Thaïlande. Par la suite la presse les accusera d'avoir formé des Khmers rouges,, notamment aux technologies des mines terrestres. Le gouvernement britannique se défendra en précisant qu'il avait formé des membres du FNLPK et de l'ANS, et que ceux-ci ne coopéraient pas avec les Khmers rouges avant la fin de l'aide britannique. Aux États-Unis, c'est le département d'État qui presse l'administration Reagan d'engager une action clandestine pour lutter contre les Vietnamiens et, indirectement, l'URSS. Il n'est pas question d'aider les Khmers rouges mais deux factions non-communistes acceptables et soutenues par l'ASEAN. Cette demande fait débat, la CIA doutant que le FNLPK puisse recruter les troupes prévues, et estimant que celui-ci n'a pas la base de soutien populaire pour constituer une alternative politique au gouvernement de Phnom Penh. Ce n'est qu'à l'été 1982 que les personnes-clés de l'administration Reagan s'accordent sur un programme d'action de quelques millions de dollars, plus pour montrer à l'ASEAN que les États-Unis la soutiennent que pour espérer avoir un effet sur le conflit. En 1984, l'action de la CIA vise à renforcer la structure politique des rebelles non-communistes et à établir des programmes de propagande, le Congrès ayant interdit à la CIA de fournir une assistance létale.
L'URSS, pour sa part, se montre assez dépassée par la situation au Cambodge : tout en soutenant le Viêt Nam pour que l'Armée rouge puisse avoir accès aux ports de la côte vietnamienne, le gouvernement soviétique est peu actif sur le théâtre des évènements cambodgiens, son attention étant accaparée dans le même temps par la crise des euromissiles et la guerre d'Afghanistan.
La révélation, par les Vietnamiens, des atrocités commises par les Khmers rouges, a gravement entaché la crédibilité internationale de ces derniers : afin de les rendre plus présentables aux yeux de la communauté internationale, la Chine les incite à s'allier à nouveau avec Norodom Sihanouk, personnalité plus acceptable aux yeux des Occidentaux. Inversement, la Chine et les États-Unis n'acceptent de subventionner la résistance sihanoukiste que si le prince forme une coalition anti-vietnamienne avec les Khmers rouges, qui peuvent lui fournir des troupes. Sihanouk refuse d'abord toute idée de nouvelle coalition avec les hommes de Pol Pot, plusieurs de ses enfants et petits-enfants ayant disparu entre 1975 et 1979 ; puis, en 1981, constatant que les Khmers rouges résistent aux offensives des Vietnamiens pour les déloger de leurs bastions, il accepte de s'allier à nouveau à eux pour ne pas disparaître du jeu politique et conserver une chance de revenir au pouvoir. Le 4 septembre 1981, Sihanouk, Khieu Samphân et Son Sann publient une déclaration commune annonçant la formation d'un gouvernement de coalition pour libérer le Cambodge des « agresseurs vietnamiens ». Sous l'impulsion de la Chine qui menace de ne plus livrer d'armes, des pays occidentaux et de l'ASEAN, les trois factions forment le 21 juin 1982 à Kuala Lumpur le Gouvernement de coalition du Kampuchéa démocratique (GCKD) présidé par Sihanouk et reconnu par l'ONU. Son Sann en est le Premier ministre et Khieu Samphân le vice-Premier ministre chargé des affaires étrangères. Ce gouvernement du Kampuchéa démocratique continue d'être reconnu par la communauté internationale (à l'exception des pays communistes du Bloc de l'Est et du COMECON) et il conserve des ambassadeurs à l'ONU et en France. Le GCKD sert, dans les faits, de paravent politique pour dissimuler l'aide internationale apportée aux Khmers rouges qui demeurent les partenaires les plus puissants militairement au sein de la coalition anti-vietnamienne.

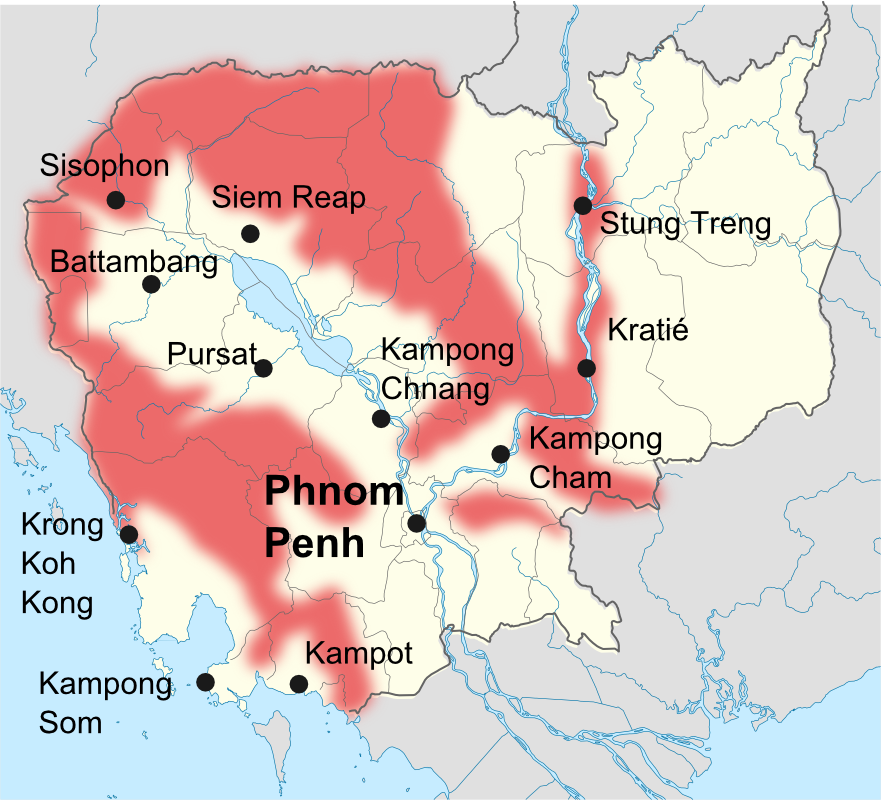
Carte des zones d'activités des Khmers rouges en 1989-1990.

Les mouvements de guérilla mènent leurs actions le long de la frontière avec la Thaïlande. Les troupes khmères rouges continuent d'investir les zones reculées et montagneuses et posent des mines anti-personnel, qui font de nombreuses victimes parmi les populations civiles. L'objectif de Son Sann et de Sihanouk est d'exister militairement pour ensuite peser lors d'éventuelles négociations à venir. Le conflit en cours se déroule suivant un rythme saisonnier : chaque année, durant la saison sèche, qui dure de novembre à avril, l'Armée populaire vietnamienne attaque les camps de la guérilla, en pénétrant parfois assez loin en territoire thaïlandais. Durant la saison des pluies, de mai à octobre, l'absence de routes goudronnées immobilise les unités mécanisées vietnamiennes : ce sont alors les mouvements de guérilla qui lancent des raids à l'intérieur du territoire cambodgien. À partir de 1984, les Vietnamiens mobilisent la population cambodgienne en une vaste entreprise de défense passive : trois à six mois par an, les civils sont requis pour construire des routes vers l'Ouest du pays, fortifier des villages, abattre des forêts et creuser des digues protectrices, le long de la frontière thaïlandaise et d'une partie de la frontière laotienne. Un quinzième des civils réquisitionnés meurent à la tâche, victimes de la sous-alimentation, de la charge de travail ou du paludisme. À compter de 1985, la mobilisation militaire des Cambodgiens, au sein des Forces armées populaires révolutionnaires du Kampuchéa devient plus stricte : la durée du service passe de deux à cinq ans. L'armée de la république populaire du Kampuchéa, peu motivée et contrainte d'opérer sous la direction de l'armée vietnamienne, connaît de nombreuses désertions. Si la population cambodgienne avait initialement su gré aux Vietnamiens de les avoir débarrassés des Khmers rouges, les opérations militaires rendent bientôt les occupants impopulaires, l'entrée au Cambodge de près de 500 000 immigrants vietnamiens achevant d'épuiser leur crédit. Néanmoins, la population cambodgienne continue de redouter plus que tout le retour des Khmers rouges. De surcroît, les mesures défensives de l'armée vietnamienne sont efficaces : les Khmers rouges, le FNLPK et l'ANS ne parviennent pas à reprendre pied à l'intérieur du pays, où l'installation de nombreux Vietnamiens, dans les villes et certaines campagnes, leur complique encore la tâche. Mais les Vietnamiens ne parviennent pas davantage à mettre un terme aux activités des mouvements rebelles, d'autant que la Chine provoque, pour faire pression sur le Viêt Nam, de nombreux incidents de frontière - environ 3 750 entre 1979 et 1982 - dans la région du Tonkin. Le Viêt Nam est donc obligé de renforcer encore ses effectifs militaires, ce qui accentue a dépendance envers les fournitures soviétiques. Les dépenses militaires représentent 20 % du PIB du Viêt Nam, ce dernier absorbant 17,5 % de l'aide militaire et 20 % de l'assistance économique apportées par l'URSS au tiers monde. Les États-Unis, de leur côté, financent le FNLPK de Son Sann, pour favoriser l'enlisement du Viêt Nam au Cambodge, l'argument de la menace vietnamienne leur permettant également de renforcer la coopération militaire avec les pays de l'ASEAN. Au milieu des années 1980, le conflit cambodgien se trouve dans une impasse militaire et pèse de plus en plus lourd sur les finances vietnamiennes et soviétiques.
En avril 1983, l'Armée populaire vietnamienne lance une offensive à la frontière khméro-thaïlandaise, ce qui provoque une riposte des Thaïlandais qui bombardent les positions vietnamiennes. Fin 1984, l'armée vietnamienne s'attaque aux bases de la résistance avec des armes lourdes qu'elle n'avait pas utilisées depuis  cinq ans.
En janvier 1985, les Vietnamiens s'emparent de la base d'Ampil tenue par le FLNKP et de celle de Phnom Malaï tenue par les Khmers rouges, à la frontière thaïlandaise. Des villages thaïlandais reçoivent des obus. L'armée thaïlandaise riposte et voit un de ses hélicoptères abattu  par les Vietnamiens. Ces combats entraînent un exode supplémentaire de réfugiés dans des camps en Thaïlande (200 000 en 1985). Ces pertes militaires affaiblissent le poids politique de la résistance ; la défaite constitue un revers cuisant pour les troupes de Son Sann, tandis que l'Armée nationale sihanoukiste gagne ses lettres de noblesse dans des combats où elle n'est finalement battue que du fait de la défection de l'armée thaïlandaise, qui autorise les Vietnamiens à prendre ses troupes à revers.
Privée de leurs principales bases, les forces de la coalition Khmers rouges-FNLPK-ANS se réfugient dans la jungle et continuent de mener des actions de guérilla. Si la résistance cambodgienne n'est pas en position de mettre en danger militairement l'armée vietnamienne, la poursuite des combats empêche de normaliser le pays et exerce une pression politique sur le Viêt Nam. Les Vietnamiens ont intérêt à une sortie négociée de ce conflit interminable et coûteux, mais exigent au préalable l'exclusion des Khmers rouges. La coalition de la résistance cambodgienne exige quant à elle celle des troupes vietnamiennes. Le 2 septembre 1985, Pol Pot, ayant atteint la soixantaine, annonce sa retraite et laisse le commandement des forces armées à Son Sen, s'attribuant cependant la présidence d'un « Institut supérieur de défense nationale », poste aux attributions floues mais qui semble indiquer que l'ancien secrétaire général du PCK conserve la direction des troupes khmères rouges, qui tentent de reprendre le contrôle de l'ouest du Cambodge. Environ 10 000 hommes demeurent dans les faits sous le commandement de Pol Pot, qui opère depuis un camp situé en Thaïlande. Ta Mok dirige également 10 000 hommes, dans la région d'O Trao. Khieu Samphân et Ieng Sary commandent quant à eux des troupes dans la région de Battambang, également depuis le territoire thaïlandais. La Chine, désireuse de mettre l'URSS en difficulté dans la région, continue d'alimenter la rébellion des Khmers rouges sans approuver ouvertement comme autrefois les « excès » de Pol Pot.

## Processus de paix
L'arrivée au pouvoir de Mikhaïl Gorbatchev en URSS marque un tournant dans la politique étrangère soviétique. L'URSS cherche désormais à sauvegarder son économie et à se dégager des conflits périphériques coûteux : l'État soviétique n'a plus les moyens de continuer à financer le conflit cambodgien, pas plus que la guerre d'Afghanistan, le conflit angolais, ou les régimes alliés comme Cuba. Le nouveau no 1 soviétique exprime en outre, dans un discours prononcé le 24 juillet 1986, le souhait d'un rapprochement avec la république populaire de Chine, avec laquelle le conflit cambodgien demeure le principal contentieux. Le Viêt Nam, qui connaît lui-même des difficultés économiques, comprend alors qu'il ne pourra compter longtemps sur le soutien de l'URSS, dont l'aide lui est financièrement indispensable pour poursuivre la guerre : il accélère le retrait de ses troupes du Cambodge, déjà commencé plusieurs années auparavant,. La résistance a, quant à elle, subi des pertes militaires et a intérêt à chercher une issue au conflit. Le retrait officiel de Pol Pot au milieu des années 1980 achève de réunir les conditions pour l'ouverture de négociations de paix, permettant à Son Sann de proposer au gouvernement de la république populaire du Kampuchéa l'ouverture de négociations avec la coalition des forces de résistance. 
En 1987, la France et l'Australie lancent le projet d'une conférence internationale chargée d'élaborer un plan de paix : les tractations sont cependant destinées à buter durant plusieurs années sur la place à réserver aux Khmers rouges. Le 2 décembre 1987 à Fère-en-Tardenois, puis les 20-21 janvier 1988 à Saint-Germain-en-Laye, Norodom Sihanouk et le Premier ministre cambodgien Hun Sen se rencontrent afin de convenir de l'ouverture de négociations entre toutes les factions de la résistance et le pouvoir de Phnom Penh. Norodom Sihanouk refuse la tenue d'élections au Cambodge tant que le régime de la république populaire du Kampuchéa n'aura pas été réformé et rebaptisé. En juillet 1988, les représentants du FLNKP, des Khmers rouges, du FUNCINPEC, et du gouvernement de la république populaire du Kampuchéa se retrouvent à Bogor en Indonésie, et proposent la formation d'un conseil national de réconciliation. La Thaïlande, durant la même période, modifie sa ligne de  conduite afin d'accélérer le retrait vietnamien du Cambodge : le Premier ministre thaïlandais Chatichai Choonhavan entame un rapprochement avec le Viêt Nam et la république populaire du Kampuchéa afin de privilégier les relations commerciales avec ces deux pays. L'administration américaine menace la Thaïlande de sanctions pour s'être désolidarisée de la position sino-américaine. Bien que les négociations se poursuivent, la question du futur régime politique du Cambodge demeure en suspens : les États-Unis souhaitent pour leur part la mise en place d'un gouvernement cambodgien indépendant, mais également anti-vietnamien, qui serait formé par les forces de Son Sann et Sihanouk, éventuellement avec l'appui des Khmers rouges. Le Viêt Nam souhaite que les quatre forces cambodgiennes, soit le camp de Sihanouk, les Khmers rouges, le FNLPK et la république populaire du Kampuchéa, s'entendent elles-mêmes sur un programme. La Chine voit d'un mauvais œil le projet vietnamien, qui impliquerait la reconnaissance internationale du régime de la république populaire du Kampuchéa. Pol Pot, de son côté, compte profiter du processus de paix pour étendre le contrôle de ses hommes sur l'ensemble du pays, sabotant au passage les élections prévues,.
Afin de faciliter les négociations de paix, le Viêt Nam dégage ses troupes du Cambodge et du Laos : le 26 mai 1988, le gouvernement de Hanoï annonce que toutes ses forces auront quitté le Cambodge en mars 1990. En août de la même année, la Chine approuve un plan de Sihanouk qui propose d'installer au Cambodge, après le cessez-le-feu, une force internationale afin d'empêcher les Khmers rouges de revenir au pouvoir par la force ; Pékin accepte de ne plus soutenir la résistance cambodgienne en échange d'un calendrier de retrait précis. Le Viêt Nam accepte en réponse de se retirer dès septembre 1989 : le 5 avril 1989, le retrait unilatéral et sans conditions de l'armée vietnamienne est confirmé. La république populaire du Kampuchéa, dont la légitimité en tant qu'interlocuteur a été reconnue par toutes les parties en présence, procède à la fin du mois d'avril à une révision constitutionnelle dans le but de séduire les sihanoukistes : le régime abandonne toute référence au marxisme-léninisme et prend le nom officiel d'« État du Cambodge ». Le parti au pouvoir, le Parti révolutionnaire du peuple du Kampuchéa, devient le Parti du peuple cambodgien (PPC).

Drapeau de l'APRONUC.

En septembre 1989, l'Armée populaire vietnamienne se retire totalement du Cambodge, le conflit se réduisant désormais à une guerre civile entre factions cambodgiennes. L'État du Cambodge et le Gouvernement de coalition du Kampuchéa démocratique acceptent la tenue à moyen terme d'une consultation électorale qui sera l'instrument de la réconciliation nationale. Mais des divergences profondes demeurent sur la composition du gouvernement du pays entre le cessez-le-feu et les élections. Les Khmers rouges constituent l'obstacle principal, car le gouvernement de Phnom Penh refuse catégoriquement leur participation au gouvernement de coalition. En novembre 1989, le premier ministre australien Gareth Evans propose de placer le Cambodge sous tutelle de l'ONU en l'attente des élections, ce qui écarte la menace d'une monopolisation du pouvoir par les Khmers rouges. En juin 1990, Hun Sen suggère que le futur gouvernement de coalition, qui porterait le nom de Conseil nationale suprême cambodgien (CNS) compte à égalité des représentants de l'État du Cambodge et du GCKD. En juillet 1990, les États-Unis cessent finalement de soutenir les Khmers rouges. Sihanouk, désireux d'affaiblir les Khmers rouges, se rapproche de l'État du Cambodge et propose en mai 1991 que la direction du CNS soit partagée entre un président (lui-même) et un vice-président (Hun Sen). Les Khmers rouges, qui ont reçu en avril le feu vert de la Chine pour participer aux négociations, s'opposent tout d'abord à cet accord, mais accroissent ainsi leur isolement diplomatique. Réunies du 24 au 26 juin 1991 à Pattaya, en Thaïlande, les quatre parties cambodgiennes signent enfin un accord inconditionnel de cessez-le-feu. En 1991 sont signés les accords de Paris sur le Cambodge de 1991 : l'ANS et le FLNPK cessent en conséquence la lutte armée. Les accords placent le Cambodge sous la tutelle de l'ONU, via l'Autorité provisoire des Nations unies au Cambodge (APRONUC) qui, forte de 17 000 militaires et de 8 000 personnels civils, a pour mission de désarmer les belligérants, de superviser les deux administrations ennemies, de préparer la tenue des élections et d'assurer le retour au pays d'environ 350 000 réfugiés. Le 17 juillet, Norodom Sihanouk prend la présidence du Conseil national suprême, qui doit représenter le Cambodge dans les instances internationales. À l'intérieur du pays, l'État du Cambodge et les factions de la guérilla continuent, sous l'égide de l'ONU, d'administrer leurs territoires respectifs : les neuf dixièmes du pays continuent donc d'être sous le contrôle du gouvernement de Hun Sen. Les Khmers rouges ont consenti à cet accord défavorable sous la pression conjointe de la Chine, qui souhaitait améliorer son image à l'international et mettre un terme à sa querelle avec l'URSS, et de la Thaïlande, pressée de normaliser ses relations avec les autres États de la région,.
La paix résultant des accords est fragile. En novembre 1991, Khieu Samphân et Son Sen, arrivés à Phnom Penh, sont malmenés par une foule en furie téléguidée par Hun Sen. La délégation Khmère rouge quitte alors la capitale cambodgienne. Son Sen est par la suite exclu du comité central des Khmers rouges, avec interdiction d'entrer en contact avec des membres de l'APRONUC,. Les Khmers rouges continuent de recevoir de la part de la Chine un soutien diplomatique, ainsi qu'une aide militaire discrète : le gouvernement de Pékin n'a plus besoin de ménager ses relations avec l'URSS disparue et souhaite continuer à limiter l'influence du Viêt Nam dans la région. N'ayant pas renoncé à reprendre le pouvoir, les Khmers rouges ne permettent pas aux casques bleus de pénétrer dans les zones qu'ils contrôlent. Ils continuent de harceler l'armée gouvernementale. En 1992, ils annoncent qu'ils ne respecteront pas les accords de Paris et décident de boycotter les élections de 1993 qui risquent d'apporter à leurs ennemis de l'État du Cambodge la légitimité du suffrage universel. La radio khmère rouge lance des appels aux meurtres contre les travailleurs immigrés vietnamiens et, en avril 1993, à la veille des élections, une centaine de résidents vietnamiens au Cambodge sont tués. Contre toute attente, les élections législatives se tiennent du 24 au 28 mai 1993 dans le calme, et bénéficient d'une participation massive, malgré les manœuvres d'intimidation khmères rouges. Le FUNCINPEC remporte 45 % des suffrages et le PPC de Hun Sen 36 %. Le Parti démocrate libéral bouddhiste (PDLB) de Son Sann remporte dix élus. Sihanouk, prenant acte du désaveu populaire envers les Khmers rouges, peut renoncer au projet d'un gouvernement d'union nationale qui inclurait les hommes de Pol Pot : le 14 juin, l'assemblée constituante issue des élections lui remet les pleins pouvoirs pour constituer un gouvernement. Lui-même, en mauvaise santé, ne souhaite pas en prendre la tête mais entend se poser en arbitre. Le 24, Norodom Ranariddh et Hun Sen s'entendent, en fonction des propositions de Sihanouk, pour former un gouvernement d'union nationale FUNCINPEC-PPC, où tous les postes sont répartis à égalité. Ranariddh devient « premier Premier ministre » et Hun Sen, « second Premier ministre ». Le 21 septembre, l'assemblée opte pour un retour à la monarchie parlementaire. Trente-huit ans après avoir renoncé au titre de roi et vingt-trois ans après avoir été chassé du pouvoir, Norodom Sihanouk redevient monarque du Cambodge.

## Reprise des hostilités et fin des Khmers rouges
S'étant exclus d'eux-mêmes du processus de paix, les Khmers rouges conservent le contrôle de zones du nord-ouest du Cambodge, dans les provinces de Battambang et de Siem Reap, voisines de la Thaïlande. Leurs forces comptent, en 1993, environ 10 000 combattants et ont pu étendre leur contrôle sur plus d'un demi-million de Cambodgiens, soit quatre fois plus qu'avant les accords de paix. Ayant perdu l'appui de la Chine, qui a pris ses distances avec eux en constatant leur échec électoral, comme de la Thaïlande et des pays occidentaux, les Khmers rouges peuvent compter sur d'autres ressources financières, avec la vente des droits d'exploitation de mine de pierres précieuses (rubis et saphir) et des produits forestiers. Leurs activités commerciales leur rapportent environ 200 millions de dollars par an. Leurs troupes sont néanmoins affaiblies à l'été 1993 quand un millier de soldats, après les élections, se rallient aux troupes gouvernementales. Sihanouk lui-même n'a pas abandonné l'idée d'un accord de paix avec les Khmers rouges : le roi n'a cependant qu'un rôle symbolique dans la nouvelle constitution et Sihanouk doit de surcroît souvent se rendre en Chine pour y suivre un traitement médical, ce qui limite son contrôle de la situation. Le gouvernement de Phnom Penh, au contraire, est décidé à en finir avec la rébellion : au retour de la saison sèche, à l'hiver 1993-1994, les Forces armées royales khmères lancent des offensives contre les réduits Khmers rouges, mais les hommes de Son Sen et Pol Pot résistent mieux que prévu. Le 6 juillet 1994, l'assemblée cambodgienne décrète les Khmers rouges « hors-la-loi » et les deux premiers ministres demandent à l'ONU l'instauration d'un tribunal spécial pour juger les dirigeants du Kampuchéa démocratique. En novembre 1994, trois touristes (un Français, un Britannique et un Australien) sont capturés dans la région de Kampot. Les Khmers rouges réclameraient une rançon mais aussi l'abolition du vote de l'assemblée les mettant hors-la-loi. Les trois otages sont exécutés.
Dès 1994, les tensions entre le FUNCINPEC et le PPC s'accroissent. Les deux partis se disputent le pouvoir, tandis que Hun Sen multiplie les mesures autoritaires envers les opposants comme Sam Rainsy et les journaux d'opposition. En secret, le FUNCINPEC négocie le ralliement de la faction basée à Pailin, et dirigée par Ieng Sary, beau-frère de Pol Pot. Le parti royaliste espère alors que les Khmers rouges pourront constituer un appui contre le PPC. Ieng Sary, qui a perdu en influence au fil des années au sein des Khmers rouges, s'inquiète des tiraillements internes au mouvement : il répond aux offres du général Nhiek Bun Chhay et, le 8 août 1996, annonce sa rupture avec Pol Pot et son ralliement aux forces gouvernementales. 3 000 hommes de sa faction font défection avec lui et sont intégrés par Hun Sen à l'armée officielle, malgré l'opposition de Sihanouk. En échange de ce ralliement, le Premier ministre obtient pour Ieng Sary le « pardon royal », qui n'équivaut cependant pas à une grâce. L'ancien chef Khmer rouge, dont la famille est reconvertie dans les affaires avec la Thaïlande, s'installe dans une confortable résidence à Phnom Penh,.
En 1997, les tensions entre le FUNCINPEC et le PPC s'accroissent : au début de l'année, les troupes ralliées aux différents partis politiques se heurtent au cours de divers accrochages. Le FUNCINPEC engage des négociations secrètes avec plusieurs partis d'opposition et plusieurs de ses cadres prennent contact avec les Khmers rouges, afin de nouer avec eux une alliance militaire contre Hun Sen. Le 1er juin, Norodom Ranariddh rencontre Khieu Samphân à la frontière entre le Cambodge et la Thaïlande. Quelques jours plus tard, il annonce publiquement son accord avec les Khmers rouges, précisant qu'il prévoit l'exil de Pol Pot, Son Sen et Ta Mok, considérés comme les chefs les plus radicaux du mouvement. Il semble que le FUNCINPEC ait prévu de ne pas se contenter d'un exil de Pol Pot mais de le capturer à la faveur d'un traquenard. Le 7 juin, la radio khmère rouge dément catégoriquement tout accord. Deux jours plus tard, Norodom Sihanouk fait savoir de son côté qu'il exclut formellement d'accorder son pardon à Pol Pot et Ta Mok, mais pas à Son Sen. Pol Pot se croit alors trahi et ordonne l'exécution de Son Sen, qui est tué en même temps que son épouse l'ancienne ministre Yun Yat et treize membres de leur entourage. Ta Mok prend alors peur et décide, pour éviter de subir le même sort que Son Sen, de prendre les devants : ses hommes prennent d'assaut les troupes de Pol Pot qui est bientôt capturé. Les négociations entre le FUNCINPEC et ce qui reste du mouvement Khmer rouge se poursuivent néanmoins mais, le 5 juillet, la veille de la signature d'un accord entre Ranariddh et Khieu Samphân, Hun Sen passe à l'action pour éviter d'être victime de l'alliance entre ses ennemis ; les troupes fidèles au « Second Premier ministre » prennent d'assaut celles proches du « Premier Premier ministre ». La confrontation tourne à l'avantage de Hun Sen et le fils du roi est contraint à l'exil, tandis que les heurts font plus d'une centaine de morts et que plusieurs cadres du FUNCINPEC sont tués. Tandis que le PPC évince le FUNCINPEC du pouvoir, les Khmers rouges règlent leurs comptes : le 25 juillet, Pol Pot est publiquement jugé et condamné à la « prison à vie » - dans les faits, à la résidence surveillée - par ses anciens subordonnés,,. 
En 1998, les offensives des troupes gouvernementales achèvent de disloquer les forces Khmères rouges.  Le district d'Anlong Veng, quartier général des Khmers rouges depuis 1994, est pris le 29 mars, grâce à la défection de l'un des commandants de Ta Mok. Ke Pauk se rend également, tandis que Ta Mok prend la fuite avec ses derniers fidèles. Le 15 avril, alors que l'armée cambodgienne arrive à portée de tir du dernier bastion Khmer rouge, Pol Pot est préparé par ses geôliers pour être emmené en Thaïlande. Il succombe cependant à une crise cardiaque avant de pouvoir être évacué, peut-être aidé à mourir par son médecin militaire thaïlandais. Ce qui reste des Khmers rouges se réfugie à quelques kilomètres au-delà de la frontière thaïlandaise. Ta Mok et 250 à 300 soldats se livrent à du brigandage pour pouvoir survivre. Le 25 décembre, Khieu Samphân et Nuon Chea sont livrés aux autorités cambodgienne par l'armée thaïlandaise. Ils sont accueillis comme de hauts dignitaires, Hun Sen s'engageant à ne pas les traduire devant les tribunaux nationaux ou internationaux, au nom de la « réconciliation » nationale. Le Premier ministre cambodgien refuse par contre tout pardon à Ta Mok. Khieu Samphân et Nuon Chea présentent leurs excuses pour les morts des années 1970 et déclarent « Les Khmers rouges, c'est fini ! ». Ta Mok, dernier chef Khmer rouge encore en fuite, est capturé par l'armée thaïlandaise et livré aux autorités cambodgiennes le 6 mars 1999.

## Après le conflit
Le Cambodge sort profondément éprouvé de plus de trente ans de conflits. Son territoire demeure truffé de mines antipersonnel, qui coûtent chaque année la vie à environ un millier de Cambodgiens. L'économie du pays se reconstruit lentement. Sur le plan politique, un semblant de « réconciliation nationale » a eu lieu, le FUNCINPEC renouant son alliance avec le PPC, cette fois contre le Parti Sam Rainsy. Norodom Ranariddh, condamné après la crise de 1997, est ensuite amnistié par son père Norodom Sihanouk et revient au pays. Dans la seconde moitié des années 2000, le FUNCINPEC est cependant marginalisé politiquement par le PPC. Ta Mok meurt en prison en 2006 sans avoir pu être jugé. Ce n'est qu'en 2007, après des années d'impunité, que plusieurs anciens hauts dignitaires du Kampuchéa démocratique  - Khieu Samphân, Nuon Chea, Ieng Sary et Ieng Thirith - sont arrêtés pour être traduits devant les Chambres extraordinaires au sein des tribunaux cambodgiens,.